# Snowboard-Europacup 2003/04
Der Snowboard-Europacup 2003/04 war eine von der FIS organisierte Wettkampfserie, die zum Unterbau des Snowboard-Weltcups 2003/04 gehörte. Sie begann am 5. Dezember 2003 in Davos und endete am 21. März 2004 im Skigebiet Krvavec.

## Männer

### Podestplätze Männer
| Datum             | Austragungsort       | Disz.                 | Sieger             | Zweiter             | Dritter            |
| ----------------- | -------------------- | --------------------- | ------------------ | ------------------- | ------------------ |
| 5. Dezember 2003  | Davos                | Halfpipe              | Thomas Wyden       | Isaac Verges        | Wojciech Pajac     |
| 20. Dezember 2003 | Sankt Petersburg     | Parallelslalom        | Dominik Fiegl      | Wiktor Kulikow      | Stefan Pletzer     |
| 20. Dezember 2003 | Sankt Petersburg     | Big Air               | Maxim Khaline      | Guergui Kostin      | Sergei Tarassow    |
| 29. Dezember 2003 | Berchtesgaden        | Parallel-Riesenslalom | Andreas Prommegger | Roland Haldi        | Heinz Inniger      |
| 7. Januar 2004    | Bad Gastein          | Snowboardcross        | Denis Salagajew    | Simone Malusà       | François Boivin    |
| 17. Januar 2004   | St. Johann im Pongau | Parallel-Riesenslalom | Michael Dabringer  | Denis Salagajew     | Meinhard Erlacher  |
| 18. Januar 2004   | St. Johann im Pongau | Parallelslalom        | Andreas Prommegger | Michael Dabringer   | Thomas Lienbacher  |
| 23. Januar 2004   | Braunwald            | Snowboardcross        | Francesco Sandrini | Andrea Cattaneo     | Daniel Arnold      |
| 23. Januar 2004   | Kiew                 | Parallelslalom        | Dominik Fiegl      | Rok Flander         | Denis Salagajew    |
| 24. Januar 2004   | Kiew                 | Parallelslalom        | Denis Salagajew    | Stefan Pletzer      | Stanislaw Detkow   |
| 30. Januar 2004   | Bischofswiesen       | Halfpipe              | Christian Haller   | Benedikt Nadig      | Dominic Harington  |
| 6. Februar 2004   | Piancavallo          | Halfpipe              | Werner Crazzolara  | Erik Dantone        | Michael Williams   |
| 21. Februar 2004  | Mavrovo              | Riesenslalom          | Dominik Fiegl      | Gerhard Unterkofler | Thomas Lienbacher  |
| 22. Februar 2004  | Mavrovo              | Parallelslalom        | Rok Flander        | Žan Košir           | Thomas Lienbacher  |
| 5. März 2004      | Leysin               | Parallel-Riesenslalom | Roland Haldi       | Charlie Cosnier     | Benjamin Karl      |
| 5. März 2004      | Szczyrk              | Parallel-Riesenslalom | Lukasz Holy        | Andreas Hacksteiner | Christoph Zaller   |
| 6. März 2004      | Szczyrk              | Snowboardcross        | Mateusz Ligocki    | Bertrand Denervaud  | Andre Burgener     |
| 6. März 2004      | Skigebiet Platak     | Big Air               | Marko Grilc        | Domen Bizjak        | Matevz Pristavec   |
| 12. März 2004     | Disentis             | Snowboardcross        | Stephan Werlen     | Tommaso Tagliaferri | Francesco Sandrini |
| 19. März 2004     | Borowez              | Parallel-Riesenslalom | Denis Salagajew    | Dominik Fiegl       | Thomas Lienbacher  |
| 20. März 2004     | Borowez              | Parallel-Riesenslalom | Thomas Lienbacher  | Dominik Fiegl       | Denis Salagajew    |
| 21. März 2004     | Skigebiet Krvavec    | Big Air               | Domen Bizjak       | Mateusz Ligocki     | Matevz Pristavec   |

### Gesamtwertungen Männer
| Rang | Name                | Punkte |
| ---- | ------------------- | ------ |
| 1    | Dominik Fiegl       | 1628   |
| 2    | Thomas Lienbacher   | 1585   |
| 3    | Denis Salagajew     | 1218   |
| 4    | Anton Unterkofler   | 958    |
| 5    | Andreas Prommegger  | 950    |
| 6    | Roland Haldi        | 925    |
| 7    | Michael Dabringer   | 900    |
| 8    | Rok Flander         | 852    |
| 9    | Manuel Veith        | 662    |
| 10   | Gerhard Unterkofler | 582    |

| Rang | Name                | Punkte |
| ---- | ------------------- | ------ |
| 1    | Francesco Sandrini  | 716    |
| 2    | Tommaso Tagliaferri | 515    |
| 3    | Denis Salagajew     | 500    |
| 4    | Simone Malusà       | 400    |
| 5    | Andrea Cattaneo     | 317    |
| 6    | Stephan Werlen      | 303    |
| 7    | François Boivin     | 300    |
| 8    | Daniel Arnold       | 259    |
| 9    | Rolf Gisler         | 257    |
| 10   | Thomas Lienbacher   | 225    |

| Rang | Name              | Punkte |
| ---- | ----------------- | ------ |
| 1    | Christian Haller  | 174    |
| 2    | Thomas Wyden      | 150    |
| 3    | Isaac Verges      | 120    |
| 4    | Benedikt Nadig    | 116    |
| 5    | Wojciech Pajac    | 90     |
| 6    | James Foster      | 89     |
| 7    | Toni Suetovius    | 88     |
| 8    | Mario Camenisch   | 85     |
| 9    | Dominic Harington | 84     |
| 10   | Jah Harris        | 75     |

| Rang | Name              | Punkte |
| ---- | ----------------- | ------ |
| 1    | Domen Bizjak      | 292    |
| 2    | Matevz Pristavec  | 192    |
| 3    | Mateusz Ligocki   | 144    |
| 4    | Marko Grilc       | 140    |
| 5    | Matej Pavlic      | 122    |
| 6    | Tomasz Drazumeric | 110    |
| 7    | Matevž Petek      | 90     |
| 8    | Sandi Medved      | 81     |
| 9    | Anze Susa         | 70     |
| 10   | Bartosz Rusin     | 65     |

## Frauen

### Podestplätze Frauen
| Datum             | Austragungsort       | Disz.                 | Sieger                  | Zweiter              | Dritter              |
| ----------------- | -------------------- | --------------------- | ----------------------- | -------------------- | -------------------- |
| 5. Dezember 2003  | Davos                | Halfpipe              | Angele Clavet           | Helene Nadig         | Madeleine Schrank    |
| 20. Dezember 2003 | Sankt Petersburg     | Parallelslalom        | Jekaterina Tudegeschewa | Alena Mizukova       | Nastja Ivanova       |
| 29. Dezember 2003 | Berchtesgaden        | Parallel-Riesenslalom | Zuzana Vojtechova       | Kathrin Winkler      | Rebekka von Känel    |
| 7. Januar 2004    | Bad Gastein          | Snowboardcross        | Yvonne Müller           | Olga Golowanowa      | Yoko Miyake          |
| 17. Januar 2004   | St. Johann im Pongau | Parallel-Riesenslalom | Swetlana Boldykowa      | Fränzi Kohly         | Aimee Newton         |
| 18. Januar 2004   | St. Johann im Pongau | Parallelslalom        | Petra Elsterová         | Blanka Isielonis     | Swetlana Boldykowa   |
| 23. Januar 2004   | Braunwald            | Snowboardcross        | Ursula Fingerlos        | Susanne Moll         | Doris Günther        |
| 23. Januar 2004   | Kiew                 | Parallelslalom        | Swetlana Boldykowa      | Jekaterina Iljuchina | Alena Mizukova       |
| 24. Januar 2004   | Kiew                 | Parallelslalom        | Swetlana Boldykowa      | Alena Mizukova       | Jekaterina Iljuchina |
| 30. Januar 2004   | Bischofswiesen       | Halfpipe              | Paulina Ligocka         | Helene Nadig         | Ursina Haller        |
| 6. Februar 2004   | Piancavallo          | Halfpipe              | Romina Masolini         | Mariapia Ghedina     | Metka Basin          |
| 21. Februar 2004  | Mavrovo              | Riesenslalom          | Marija Dimowa           | Rebekka von Känel    | Julia Haiderer       |
| 22. Februar 2004  | Mavrovo              | Parallelslalom        | Rebekka von Känel       | Jasmin Seiler        | Julia Dujmovits      |
| 5. März 2004      | Leysin               | Parallel-Riesenslalom | Barbara Sponsale        | Rebekka von Känel    | Lucie Combal         |
| 5. März 2004      | Szczyrk              | Parallel-Riesenslalom | Jagna Kolasinska        | Dorota Zyla          | Blanka Isielonis     |
| 6. März 2004      | Szczyrk              | Snowboardcross        | Mellie Francon          | Bronislava Machova   | Helene Nadig         |
| 12. März 2004     | Disentis             | Snowboardcross        | Mellie Francon          | Melanie Marty        | Diane Thermoz Liaudy |
| 19. März 2004     | Borowez              | Parallel-Riesenslalom | Marija Dimowa           | Teodora Pentschewa   | Rebekka von Känel    |
| 20. März 2004     | Borowez              | Parallel-Riesenslalom | Swetlana Boldykowa      | Marija Dimowa        | Alexandra Schekowa   |

### Gesamtwertungen Frauen
| Rang | Name               | Punkte |
| ---- | ------------------ | ------ |
| 1    | Rebekka von Känel  | 1395   |
| 2    | Swetlana Boldykowa | 1374   |
| 3    | Petra Elsterová    | 962    |
| 4    | Blanka Isielonis   | 726    |
| 5    | Fränzi Kohly       | 670    |
| 6    | Marija Dimowa      | 654    |
| 7    | Olga Golowanowa    | 620    |
| 8    | Romy Pletzer       | 602    |
| 9    | Barbara Sponsale   | 520    |
| 10   | Aimee Newton       | 480    |

| Rang | Name             | Punkte |
| ---- | ---------------- | ------ |
| 1    | Mellie Francon   | 588    |
| 2    | Yvonne Müller    | 477    |
| 3    | Ursula Fingerlos | 400    |
| 4    | Susanne Moll     | 385    |
| 5    | Olga Golowanowa  | 288    |
| 5    | Alexandra Sock   | 288    |
| 7    | Nicole Alig      | 284    |
| 8    | Melanie Marty    | 243    |
| 9    | Doris Günther    | 240    |
| 10   | Raffaela Rudiger | 218    |

| Rang | Name               | Punkte |
| ---- | ------------------ | ------ |
| 1    | Helene Nadig       | 296    |
| 2    | Paulina Ligocka    | 240    |
| 3    | Ursina Haller      | 186    |
| 4    | Romina Masolini    | 160    |
| 5    | Francesca Colonna  | 132    |
| 6    | Angele Clavet      | 130    |
| 7    | Metka Basin        | 130    |
| 8    | Mariapia Ghedina   | 128    |
| 9    | Annette Steinbauer | 120    |
| 10   | Marcelina Frycz    | 108    |